# Сидиков Садик Сидикович
Садик Сидикович Сидиков (7 листопада 1917, село Саруу Пржевальського повіту Семиріченської області, тепер Жеті-Огузького району Іссик-Кульської області, Киргизстан — 6 липня 1984, місто Фрунзе, тепер Бішкек, Киргизстан) — киргизький радянський діяч, 1-й секретар Тянь-Шаньського обласного комітету КП Киргизії, голова Тянь-Шаньського облвиконкому. Депутат Верховної ради Киргизької РСР.

## Життєпис
Народився в селянській родині. Трудову діяльність розпочав у 1933 році колгоспником у Джеті-Огузькому районі Киргизької АРСР.
У 1934—1940 роках — секретар та заступник голови Саруйської сільської ради, голова колгоспу в Джеті-Огузькому районі Киргизької РСР.
Член ВКП(б) з 1940 року.
У 1941—1942 роках — голова виконавчого комітету Джеті-Огузької районної ради депутатів трудящих.
У 1942—1950 роках — 2-й секретар Іссик-Кульського районного комітету КП(б) Киргизії; 1-й секретар Джеті-Огузького районного комітету КП(б) Киргизії.
У 1950—1952 роках — голова виконавчого комітету Тянь-Шаньської обласної ради депутатів трудящих.
У 1952—1955 роках — 1-й секретар Тянь-Шаньського обласного комітету КП Киргизії.
У 1955—1957 роках — слухач Вищої партійної школи при ЦК КПРС у Москві.
У 1957—1967 роках — керуючий справами Ради міністрів Киргизької РСР.
У 1967—1975 роках — заступник голови Державного комітету Ради міністрів Киргизької РСР із використання трудових ресурсів. 
У 1975—1983 роках — перший заступник міністра соціального забезпечення Киргизької РСР.
З 1983 року — персональний пенсіонер союзного значення в місті Фрунзе.
Помер 6 липня 1984 року після важкої хвороби в місті Фрунзе (Бішкек).

## Нагороди та звання
- орден Трудового Червоного Прапора
- орден «Знак Пошани»
- медалі